# دارين شيريدان
دارين شيريدان (بالإنجليزية: Darren Sheridan)‏ (8 ديسمبر 1967 في المملكة المتحدة - ) هو مدرب كرة قدم ولاعب كرة قدم بريطاني في مركز الوسط. لعب مع أولدهام أثلتيك وسانت جونستون ونادي بارنسلي وويغان أتلتيك ونادي كلايد ونادي رادكليف ‏ ونادي بارو وDroylsden F.C. ‏.

## وصلات خارجية
- دارين شيريدان على موقع قاعدة بيانات كرة القدم.إي يو (الإنجليزية)
- دارين شيريدان على موقع Soccerbase.com (لاعب) (الإنجليزية)
- دارين شيريدان على موقع Soccerway.com (الإنجليزية)
- دارين شيريدان على موقع عالم كرة القدم.نت (الإنجليزية)